# Eastern Suburbs Association Football Club
O Eastern Suburbs Association Football Club é um clube de futebol semi-profissional localizado no subúrbio de Kohimarama, na cidade de Auckland, na Nova Zelândia. O clube disputa a  ASB Premiership, a principal competição de futebol neozelandês.
Além de disputar a ASB Premiership, no inverno o clube disputa, regionalmente, com uma equipe reserva, a NRFL Premier.

## História
A Eastern Suburbs foi formada em 1934 como resultado da fusão do Tamaki United AFC (fundado em 1924) e do Glen Innes (fundado em 1930). Um dos clubes mais fortes do país, conquistou todas as principais honras do país, incluindo a prestigiada Taça Chatham em seis ocasiões.

## Títulos
| Nacionais | Nacionais                                        | Nacionais | Nacionais        |
|           | Competição                                       | Títulos   | Temporadas       |
| --------- | ------------------------------------------------ | --------- | ---------------- |
|           | Campeonato Neozelandês de Futebol (Grande Final) | 2         | 1970-71, 2018–19 |